# Sphaerodactylus scapularis
Sphaerodactylus scapularis — вид геконоподібних ящірок родини Sphaerodactylidae. Мешкає в Еквадорі і Колумбії.

## Поширення і екологія
Sphaerodactylus scapularis мешкають в провінції Есмеральдас на північному заході Еквадору, а також на колумбійському острові Горгона. Вони живуть у вологих рівнинних тропічних лісах.

## Збереження
МСОП класифікує цей вид як такий, що перебуває під загрозою зникнення. Sphaerodactylus scapularis загрожує знищення природного середовища. .